# Leila Alaoui
Leila Alaoui (en àrab: ليلى علوي; en tifinag: ⵍⴰⵢⵍⴰ ⵄⴰⵍⴰⵡⵉ) (París, 10 de juliol de 1982—Ouagadougou, 18 de gener de 2016) va ser una fotògrafa i videoartista franco-marroquina.

## Primers anys
Leila Alaoui va néixer a París, de pare marroquí i mare francesa, i es va criar a Marrakech (Marroc). Durant la seva infància i adolescència, va ser exposada regularment a les històries tràgiques d'immigrants que s'ofegaven en el mar, mentre realitzaven viatges perillosos, que va interpretar com a històries d'injustícia social.
Quan va fer 18 anys, es va mudar a Nova York per estudiar fotografia a la Universitat de la Ciutat de Nova York. Després va tornar a Europa abans de retornar al Marroc el 2008, mentre feia viatges regulars a Beirut i París.

## Carrera
Va considerar que la fotografia i l'art podien ser utilitzats per a l'activisme social, optant per centrar el seu treball en les realitats socials, d'identitat nacional i diversitat cultural, la migració i el desplaçament forçat. Per a això, va utilitzar imatges de creació, reportatges i vídeos. Una de les seves tècniques d'ús comú va ser la d'establir un estudi portàtil en un lloc públic com una plaça o un mercat, i convidar els transeünts interessats a ser fotografiats. Crítics d'art van descriure el seu treball com «post-Oriental», en referència a la teoria d'Orientalisme proposada per Edward Said.
El seu treball va ser exhibit en la Biennal de Marrakech, al Marroc, els anys 2012 i 2014, Art Dubai, i a Nova York, Berlín, Beirut, Tunísia, Luxemburg, Argentina, Països Baixos, Espanya i Suïssa. Les seves fotos s'han publicat a The New York Times i a la revista Vogue. La seva obra forma part de les col·leccions del Museu de Qatar i de la Société Générale. També va fer tasques per al programa de televisió espanyol El Mag. El 2013 va ser comissionada pel Consell Danès per als Refugiats per crear una sèrie de retrats de refugiats en el Líban.
El 2013 va crear una videoinstal·lació titulada Travessies, que descriu els periples dels marroquins que viatgen a Europa. Es va exhibir en el Museu de Fotografia i Arts Visuals de Marrakech el 2015, i en el Festival de Video del Caire el 2015. Les fotografies del projecte es van exposar en la Setmana d'Art de Luxemburg, al novembre de 2015, i en la Casa Europea de la Fotografia (MEP), a París, el 2015-2016, com una exposició titulada Els marroquins. També va formar part de la primera Biennal de Fotografia al Món Àrab contemporani, celebrada a París el 2015.
En 2015, va completar un treball fotogràfic titulat herois diaris de Síria, en el Líban, Jordània i l'Iraq, centrant-se en els sirians que viuen en els assentaments de refugiats. El projecte es va completar per al Consell Danès per als Refugiats, la Comissió Europea per a l'Ajuda Humanitària i el departament de Protecció Civil i ActionAid International.

## Mort en un atemptat
Va morir en l'atemptat a Ouagadougou del 15 de gener de 2016. Quan es va produir l'atac Alaoui es trobava en un cotxe davant del restaurant Capuccino, va rebre diversos trets en el pit i les cames, i quedà greument ferida. Es trobava en una missió per a Amnistia Internacional, fent fotografies per a un treball d'investigació sobre els drets de les dones a Burkina Faso, des d'una setmana abans de l'atemptat. Va ser traslladada ràpidament a l'hospital Notre Dame de la Paix de la ciutat, on va morir tres dies més tard per un atac de cor arran de les seves ferides. Tenia 33 anys. També va morir, dins del vehicle on es trobava, el seu conductor, Mahamadi Ouédraogo, arran dels trets rebuts.
Les seves restes van ser traslladades al Marroc a costa del rei Mohammed VI, i va ser enterrada en el cementiri de Marràkeix el 19 de gener. El director de la Casa Europea de la Fotografia (MEP) i el president de l'Institut del Món Àrab van fer una declaració conjunta lloant el seu treball, que havia donat «veu als sense veu» i dient que era «una de les fotògrafes més prometedores de la seva generació».